# 克羅圖塞

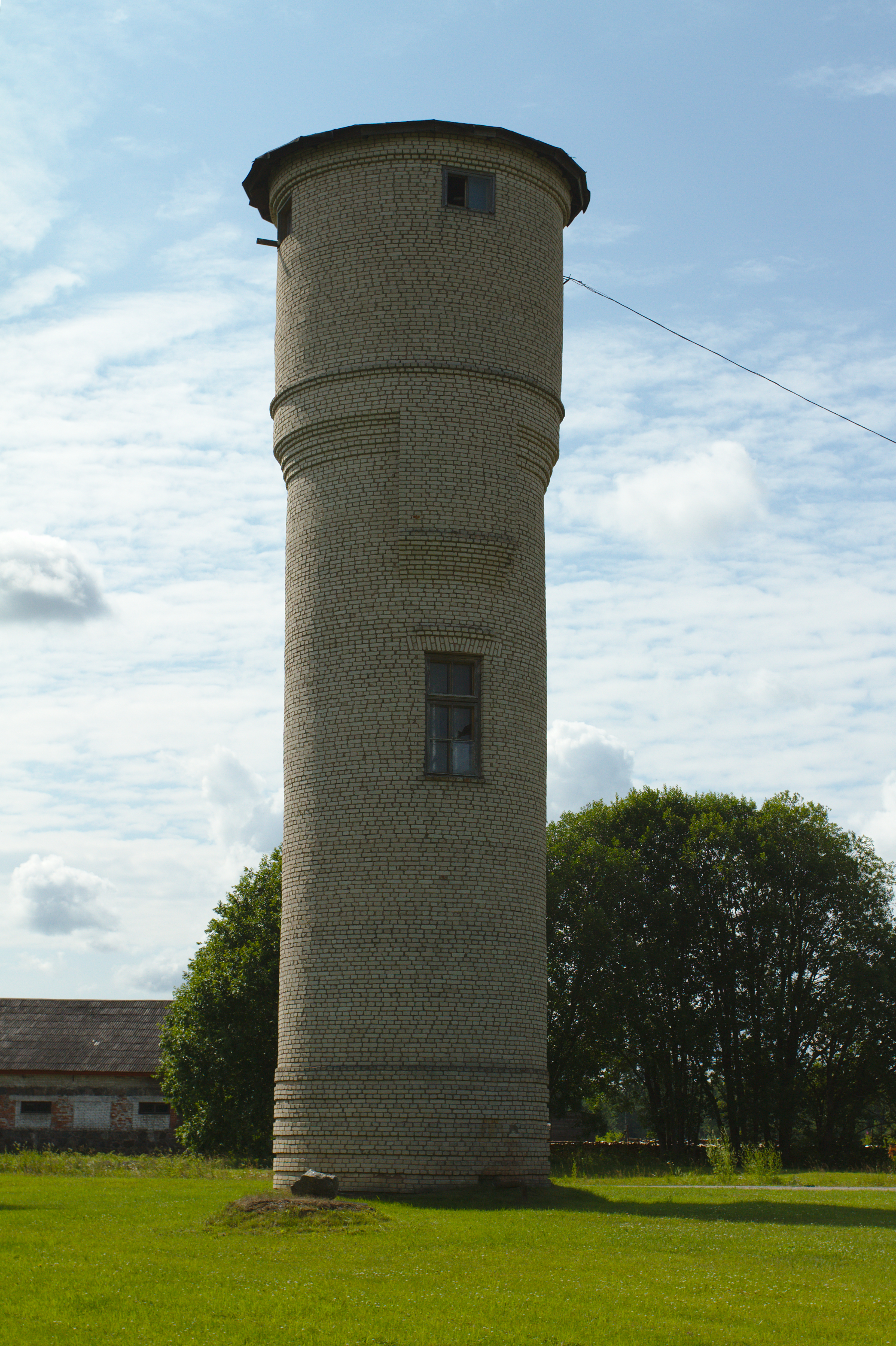
克羅圖塞水塔

克羅圖塞，是愛沙尼亞珀爾瓦縣卡内皮市镇内的村庄，位於該國東南部，曾是原克萊斯泰市镇的行政中心，處於首都塔林東南面190公里，海拔高度117米，2012年該村庄人口417。
58°04′N 26°50′E / 58.067°N 26.833°E